# Sous-additivité
En mathématiques, une fonction f est dite sous-additive lorsque, pour tous les éléments x et y, f(x + y) ≤ f(x) + f(y).
Cela n'a de sens que si l'ensemble de définition et l'ensemble d'arrivée de la fonction sont munis chacun d'une addition +, et si l'ensemble d'arrivée est muni d'une relation d'ordre ≤.
Plus généralement, toute fonction concave {\displaystyle f:\mathbb {R} _{+}\to \mathbb {R} } telle que {\displaystyle f(0)\geq 0} est sous-additive.

## Exemples
- Le module dans {\displaystyle \mathbb {C} } (par inégalité triangulaire).
- Les normes dans des espaces vectoriels normés.
- La fonction {\displaystyle \mathbb {R} _{+}\to \mathbb {R} _{+},} {\displaystyle x\mapsto \mathrm {ln} (1+x)}.
- Les fonctions puissances {\displaystyle \mathbb {R} _{+}\to \mathbb {R} _{+},\ x\mapsto x^{a}} d'exposant {\displaystyle a\in \left[0,1\right]}.
- La fonction racine n-ième pour tout {\displaystyle n\in \mathbb {N} ^{*}}, cas particulier des fonctions puissances ({\displaystyle {\sqrt[{n}]{x+y}}\leq {\sqrt[{n}]{x}}+{\sqrt[{n}]{y}}}).
- La fonction {\displaystyle f:{\mathcal {P}}(E)\to \mathbb {N} ,A\mapsto \mathrm {Card} (A)}, où l'addition dans {\displaystyle {\mathcal {P}}(E)} est l'union ensembliste {\displaystyle \cup }, et l'addition dans {\displaystyle \mathbb {N} } est l'addition usuelle. En effet, par la formule du crible, {\displaystyle \mathrm {Card} (A\cup B)=\mathrm {Card} (A)+\mathrm {Card} (B)-\mathrm {Card} (A\cap B)\leq \mathrm {Card} (A)+\mathrm {Card} (B)}.

## Note
1. ↑  Voir par exemple cet exercice corrigé sur Wikiversité.